# Juan Díaz (fraile)
Juan Díaz (murió 1651) fue sacerdote y fraile dominico conocido por su libro Vida y virtudes del venerable fray Andrés del Valle.
Nació en Sonsonate, El Salvador y profesó sus votos en Guatemala. Durante su carrera, dirigió el Convento de Santo Domingo en Sonsonate y administró Escuintla, Guatemala y otros pueblos.
Fue discípulo de fray Andrés del Valle, y su biografía Vida y virtudes del venerable fray Andrés del Valle es un ejemplo principal de literatura colonial salvadoreña.  La Biblioteca Nacional de Guatemala posee el manuscrito de esta obra.
Murió de viejo en Guatemala el 17 de octubre de 1651.